# 乌克兰真理报
《乌克兰真理报》（羅馬化：Ukrainska Pravda）是乌克兰的一份流行線上報紙，於2000年4月16日烏克蘭憲法修改公民投票當日由格奥尔基·贡加泽創立。《烏克蘭真理報》的文章主要和烏克蘭政治近期熱點相關，以乌克兰语撰寫，其中部分文章會被翻譯為俄语和英语。
《歐洲真理報》原本計劃作為該報的一個部門成立。